# James E. Gunn
James Edwin Gunn (Kansas City, Misuri; 12 de julio de  1923-Lawrence, Kansas; 23 de diciembre de 2020) fue un escritor, editor, antologista y académico estadounidense, reconocido por su especialización en el género de la ciencia ficción.

## Biografía
James E. Gunn sirvió tres años en la Marina de los Estados Unidos durante la Segunda Guerra Mundial, y tras ella estudió en la Universidad de Kansas, obteniendo los títulos de Bachiller de Ciencias en Periodismo en 1947 y de Inglés en 1951. 
Tras sus estudios pasó a formar parte del personal de la Universidad, trabajando como director de relaciones públicas y como profesor de inglés especializado en ciencia ficción.
Fue presidente de la Asociación de Escritores de Ciencia Ficción SFWA entre 1971 y 1972, y de la Science Fiction Research Association desde 1980 a 1982.
Durante sus últimos años, se desempeñó como profesor emérito y presidente del Centro de estudios de ciencia ficción, que concede anualmente el premio Theodore Sturgeon Memorial.

## Obra
Comenzó su carrera de escritor de ciencia ficción en 1948. Ha publicado más de 100 relatos en revistas y antologías, escrito 26 libros (buena parte de los cuales son investigaciones y ensayos acerca de la ciencia ficción) y editado 10, si bien pocos de ellos se han traducido al español.

### Libros
- El mundo fortaleza (1955)
- Star Bridge (con Jack Williamson, 1955)
- Station in Space (1958)
- The Joy Makers (1961)
- The Immortals (1962)
- Future Imperfect (1964)
- Man and the Future (editor, (1968)
- The Witching Hour (1970)
- The Immortal (1970)
- The Burning (1972)
- Breaking Point (1972)
- The Listeners (1972)
- Some Dreams are Nightmares (1974)
- The End of the Dreams (1975)
- Nebula Award Stories Ten (editor) (1975)
- Alternate Worlds: The Illustrated History of Science Fiction (1975)
- The Magicians (1976)
- Kampus (1977)
- The Road to Science Fiction #1: From Gilgamesh to Wells (editor, 1977)
- The Road to Science Fiction #2: From Wells to Heinlein (editor, 1979)
- The Road to Science Fiction #3: From Heinlein to Here (editor, 1979)
- The Road to Science Fiction #4: From Here to Forever (editor, 1982)
- The Dreamers (1981)
- Isaac Asimov: The Foundation of Science Fiction (1982)
- Tiger! Tiger! (1984)
- Crisis! (1986)
- The New Encyclopedia of Science Fiction (editor, 1988)
- Inside Science Fiction (1992)
- The Best of Astounding: Classic Short Novels from the Golden Age of Science Fiction (editor, 1992)
- The Unpublished Gunn, Part One (1992)
- The Unpublished Gunn, Part Two (1996)
- The Joy Machine (1996)
- The Road to Science Fiction #5: The British Way (1998)
- The Road to Science Fiction #6: Around the World (1998)
- Human Voices (1999)
- The Science of Science-Fiction Writing (2000)
- The Millennium Blues (2001)
- Human Voices (2002)
- Speculations on Speculation: Theories of Science Fiction (con Matthew Candelaria, 2005)
- Gift from the Stars (2005)
- Inside Science Fiction: Second Edition (2006)

### Cuentos
- La razón está con nosotros (1958)
- El viento del norte (1982)
- Culpable (Año desconocido)
- Punto crítico (Año desconocido)

## Premios

### Obtenidos
- 2007: Nombrado Gran Maestro por la Asociación de Escritores de Ciencia Ficción y Fantasía de Estados Unidos

### Finalista
- 1968: Premio Nébula a mejor historia larga por The Listeners
- 1973: John W. Campbell Memorial de novela por The Listeners